# Carles Trepat
Carles Trepat (1960) és un guitarrista clàssic català nascut a Lleida. Va iniciar els estudis de guitarra als tretze anys amb Jordi Montagut i el 1976 va assistir a l'últim curs que va donar Emili Pujol a Cervera, qui al seu torn va ser alumne de Francesc Tàrrega. També va estudiar amb José Tomás, Alberto Ponce (a l'École Normale de Musique de Paris), Eduardo Sainz de la Maça i Rafael Andia.
Ha guanyat premis internacionals, entre els quals destaquen el Premi Tárrega del Certamen Internacional Francisco Tárrega de Benicásim o el primer premi en la Va edició del Concurs Internacional de Toronto. El juliol de 2014 li va ser concedit el "Premi Honorífic José Tomás" a Petrer, Alacant. Ha col·laborat com a professor ajudant de José Tomás als cursos d'estiu de Dénia i Vila-seca i sol interpretar amb guitarres històriques de lutiers com Antonio Torres, Joséf Pagés, Santos Hernández, Germans Conde o guitarres modernes de José Luis Romanillos o Daniel Bernaert. Normalment utilitza cordes de budell i seda en les seves guitarres històriques. És autor del redescobriment actual de la música de Miguel García -Pare Basilio-, qui fos mestre de Dionisio Aguado García.
També ha contribuït en la tasca de recuperació de la guitarra del segle xix i inicis del XX, a través de la seva recerca profunda i imprescindible del so, element vital i devaluat actualment en la interpretació i l'entorn guitarrístic. La seva comprensió diferent de la guitarra ha permès establir un pont generacional que va quedar fracturat amb la mort de Segovia i tota la tradició catalana i espanyola de guitarra que s'havia anat desenvolupant durant els darrers segles.
A més a més ha compost obres per a guitarra originals i ha fet transcripcions d'altres instruments per a guitarra.

## Discografia[9]
- Música espanyola per a guitarra CD, La mà de guido, 1995
- Llora la Guitarra Maestro Quiroga/Carles Trepat CD, Nuevos Medios, 1999
- El Romancero Gitano i 10 Cançons Tradicionals Carles Trepat, Jordi Casas i Bayer, Cor de Cambra del Palau de la Música Catalana CD, Discmedi, 1999
- Carles Trepat interpreta Frederic Mompou CD, ZANFONIA, 2000
- El Albaicín CD, Nuevos Medios, 2007
- Boccherini: La musica notturna delle strade di Madrid Cuarteto Casals, Carles Trepat, Eckart Runge. CD Harmonia Mundi 2011
- Granados-LLobet: ...100 anys d'un viatge Carles Trepat. 2015
- Quiroga. Versiones a la guitarra de la copla por Carles Trepat CD Doble, EMEC, 2015